# Eleições europeias de 2024 (Eslovénia)
As eleições europeias de 2024 na Eslovénia foram realizadas a 9 de junho e serviram para eleger os 9 deputados nacionais para o Parlamento Europeu durante as eleições europeias.
Numas eleições marcadas pela participação eleitoral mais alta de sempre em europeias (mais de 41% dos eleitores inscritos votaram), o Partido Democrático Esloveno obteve uma vitória segura ao conquistar 30% dos votos e eleger 4 dos 9 deputados em disputa.
Destaque ainda para o bom resultado conseguido pelo Vesna - Partido Verde, que obteve 10% e conseguiu eleger 1 deputado.

## Representação parlamentar 2019-2024
A tabela mostra os deputados de acordo com a última informação do Parlamento Europeu:
| Partido Nacional | Partido Nacional                     | Deputados | Grupo parlamentar | Grupo parlamentar                                 |
| ---------------- | ------------------------------------ | --------- | ----------------- | ------------------------------------------------- |
|                  | Partido Democrático Esloveno         | 3 / 8     |                   | Grupo do Partido Popular Europeu                  |
|                  | Social-Democratas                    | 2 / 8     |                   | Aliança Progressista dos Socialistas e Democratas |
|                  | Nova Eslovénia - Democratas-Cristãos | 1 / 8     |                   | Grupo do Partido Popular Europeu                  |
|                  | Movimento Liberdade                  | 1 / 8     |                   | Renovar a Europa                                  |
|                  | Verdes da Eslovénia                  | 1 / 8     |                   | Renovar a Europa                                  |

| Grupo parlamentar | Grupo parlamentar                                 | Deputados |
| ----------------- | ------------------------------------------------- | --------- |
|                   | Grupo do Partido Popular Europeu                  | 4 / 8     |
|                   | Aliança Progressista dos Socialistas e Democratas | 2 / 8     |
|                   | Renovar a Europa                                  | 2 / 8     |

## Resultados Oficiais
| Partido Nacional        | Partido Nacional                     | Votos     | %               | +/-   | Deputados | +/-     |
| ----------------------- | ------------------------------------ | --------- | --------------- | ----- | --------- | ------- |
|                         | Partido Democrático Esloveno         | 204 706   | 30,65 / 100,00  | 4,40  | 4 / 9     | 2       |
|                         | Movimento Liberdade                  | 147 925   | 22,15 / 100,00  | Novo  | 2 / 9     | Novo    |
|                         | Vesna - Partido Verde                | 70 286    | 10,52 / 100,00  | Novo  | 1 / 9     | Novo    |
|                         | Social-Democratas                    | 51 592    | 7,73 / 100,00   | 10,93 | 1 / 9     | 1       |
|                         | Nova Eslovénia - Democratas-Cristãos | 51 141    | 7,66 / 100,00   | 3,46  | 1 / 9     | Estável |
|                         | Partido Popular Esloveno             | 48 300    | 7,23 / 100,00   | -     | 0 / 9     | 1       |
|                         | A Esquerda                           | 31 733    | 4,75 / 100,00   | Baixa | 0 / 9     | Estável |
|                         | Resni.ca                             | 26 511    | 3,97 / 100,00   | Novo  | 0 / 9     | Novo    |
|                         | Partido Democrático dos Pensionistas | 14 792    | 2,21 / 100,00   | 3,46  | 0 / 9     | Estável |
|                         | Verdes da Eslovénia                  | 10 635    | 1,59 / 100,00   | 0,63  | 0 / 9     | Estável |
|                         | Nenhum dos Acima                     | 10 215    | 1,53 / 100,00   | Novo  | 0 / 9     | Novo    |
| Votos Inválidos         | Votos Inválidos                      | 30 746    | 4,40 / 100,00   | 2,19  |           |         |
| Total                   | Total                                | 698 582   | 100,00 / 100,00 |       | 9 / 9     | 1       |
| Eleitorado/Participação | Eleitorado/Participação              | 1 689 586 | 41,35 / 100,00  | 12,46 |           |         |
| Fonte                   | Fonte                                | [ 4 ]     | [ 4 ]           | [ 4 ] | [ 4 ]     | [ 4 ]   |

## Representação parlamentar (2024-2029)

### Partidos nacionais
| Partido Nacional | Partido Nacional                     | Deputados | Grupo parlamentar | Grupo parlamentar                                 |
| ---------------- | ------------------------------------ | --------- | ----------------- | ------------------------------------------------- |
|                  | Partido Democrático Esloveno         | 4 / 9     |                   | Grupo do Partido Popular Europeu                  |
|                  | Movimento Liberdade                  | 2 / 9     |                   | Renovar a Europa                                  |
|                  | Vesna - Partido Verde                | 1 / 9     |                   | Verdes/Aliança Livre Europeia                     |
|                  | Social-Democratas                    | 1 / 9     |                   | Aliança Progressista dos Socialistas e Democratas |
|                  | Nova Eslovénia - Democratas-Cristãos | 1 / 9     |                   | Grupo do Partido Popular Europeu                  |

### Grupos parlamentares europeus
| Grupo parlamentar | Grupo parlamentar                                 | Deputados |
| ----------------- | ------------------------------------------------- | --------- |
|                   | Grupo do Partido Popular Europeu                  | 5 / 9     |
|                   | Renovar a Europa                                  | 2 / 9     |
|                   | Aliança Progressista dos Socialistas e Democratas | 1 / 9     |
|                   | Verdes/Aliança Livre Europeia                     | 1 / 9     |